# وایت راک، بریتیش کلمبیا
وایت راک (به انگلیسی: White Rock) شهری واقع در منطقه بریتیش کلمبیا در کشور کانادا است. این شهر با فاصلهٔ اندک در جنوب شهر ونکوور واقع شده‌است. این شهر در بریتیش کلمبیا در کنار تنگه جورجیا قرار دارد.

## تاریخچهٔ شهر
نخستین ساکنان این شهر قبیله‌ای به نام سالیش از بومیان کرانه شمال‌غربی اقیانوس آرام بودند. دلیل نام‌گذاری این شهر بازمی‌گردد به یکی از افسانه‌های مردمان بومی این قبیله که رئیس جوان قبیلهٔ آن‌ها با پرتاب یک سنگ سفید در اقیانوس آرام گفته‌است که هرکجا آن سنگ بایستد آنجا ار به همراه تازه عروسش برای زندگی انتخاب خواهد کرد. آن سنگ با گذر از تنگه جورجیا در این مکان از حرکت ایستاده‌است و وجه تسمیه نام این شهر برگرفته از همین سنگ سفید است.

از سال ۱۸۵۰ میلادی به بعد سفید پوستان وارد این شهر شدند و این شهر سکنی گزیدند.

## آب و هوا
آب و هوای این شهر معتدل است و میانگین دمای سالانهٔ آن با تفاوت ۲ یا ۳ درجه‌ای مشابه شهر ونکوور است. به دلیل اینکه این شهر نسبتاً از کوه‌ها به دور است، مه آن کمتر و بارش برف و باران در آن کمتر است.

## آمار
اکثریت مردم ساک این شهر مردم محلی هستند اما نزدیک به ۱۱٪ از ساکنان آن را مهاجران غالباً آسیایی (چینی و فیلیپینی و مردمان آسیای جنوبی) تشکیل می‌دهند.

## رویدادها
هر ساله در ماه ژوئیه این شهر میزبان تور بین‌المللی دوچرخه سواری است.

## افراد برجسته ساکن
- جیول استیتی (بازیگر)
- پل کمپل (بازیگر مجموعه تلویزیونی ناوبر فضایی گالاکتیکا)
- گابریل میلر (بازیگر)
- گوردون رایس (هنرمند)
- ریس تامپسون (بازیگر)
- هانا سیمون (بازیگر)
- کریستین جیرارد (ورزشکار المپیکی)
- هیلاری کالدویل (ورزشکار شنای المپیک)